# Seth Harris
Pour les articles homonymes, voir Harris.
Seth Harris, né le 12 octobre 1962, est un homme politique américain, membre du Parti démocrate.

## Biographie
Professeur à l'école de droit de New York, Seth Harris est nommé secrétaire adjoint au Travail des États-Unis en février 2009 par le président Barack Obama. Il est confirmé unanimement par le Sénat fédéral et entre en fonction en mai suivant. Décrit comme le bras droit de la secrétaire Hilda Solis, il lui succède pour une période d'intérim entre sa démission le 22 janvier 2013 et la confirmation de son successeur, Thomas Perez en juillet de la même année. Il quitte ses fonctions en janvier 2014.